# Drosophila lamellitarsis
Drosophila lamellitarsis är en tvåvingeart som beskrevs av Oswald Duda 1936. Drosophila lamellitarsis ingår i släktet Drosophila och familjen daggflugor.
Artens utbredningsområde är Malaysia.